# Peregrinación
Una peregrinación o peregrinaje es el viaje a un santuario o lugar sagrado con importantes connotaciones religiosas. Es, también, un viaje efectuado por un creyente (o grupo de creyentes) hacia un lugar de devoción o un lugar considerado como sagrado según la religión de cada uno. 

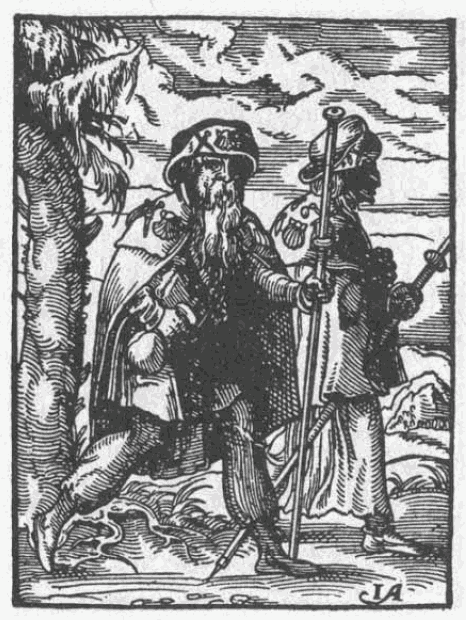
Peregrinos jacobeos, grabado alemán de 1568.

El término peregrinación proviene del latín peregrinatio, significa viaje al extranjero o estancia en el extranjero. Según sus orígenes etimológicos, el peregrino es el expatriado o exiliado. Sea como fuere, es un extranjero desconocido en el país y privado de la asistencia de una colectividad. El desplazamiento, generalmente andando, de personas hacia los lugares en los que entran en contacto con lo sagrado es una práctica común de religiones y culturas. La peregrinación es un fenómeno casi universal de la antropología religiosa. El peregrino encuentra lo sobrenatural en un lugar preciso, en el que se participa de una realidad diferente a la realidad profana.
Es famosa mundialmente la peregrinación, o Hajj, de los fieles musulmanes a La Meca, la de los fieles católicos a Santiago de Compostela, o la peregrinación de los judíos ortodoxos al Templo de Jerusalén, durante las tres festividades de Pésaj, Shavuot y Sucot, conocidas con el nombre de Shalosh Regalim. La Peregrinación al santuario del Señor de Qoyllur Rit'i. La peregrinación se puede realizar por mera profesión de fe o como método para expiar algún pecado según la religión practicada, e incluso como agradecimiento por peticiones concedidas a la figura religiosa pertinente.
También es peregrinación visitar una capilla o lugar que custodie reliquias sagradas. La Biblia habla del peregrinar en el Salmo 122 (121):

Qué alegría cuando me dijeron:
Vamos a la casa del Señor.
Ya están pisando nuestros pies
Tus umbrales, Jerusalén.

La última visita de Jesús a Jerusalén, siendo observante de la ley judía, fue como peregrino durante la fiesta de Pésaj.

## Budismo
En la India y Nepal, hay cuatro lugares de peregrinación relacionados con la vida de Buda Gautama:
- Lumbini: Lugar de nacimiento de Buda (en Nepal)
- Bodh Gaya: lugar de la Iluminación (en el actual templo de Mahabodhi, Bihar, India)
- Sarnath: (formalmente Isipathana, Uttar pradesh, India) donde pronunció su primer sermón (Dhammacakkappavattana Sutta), y el Buda enseñó sobre el Camino Medio, las Cuatro Nobles Verdades y el Noble camino óctuple
- Kusinara: (actualmente Kushinagar, India) donde alcanzó el mahaparinirvana (murió)

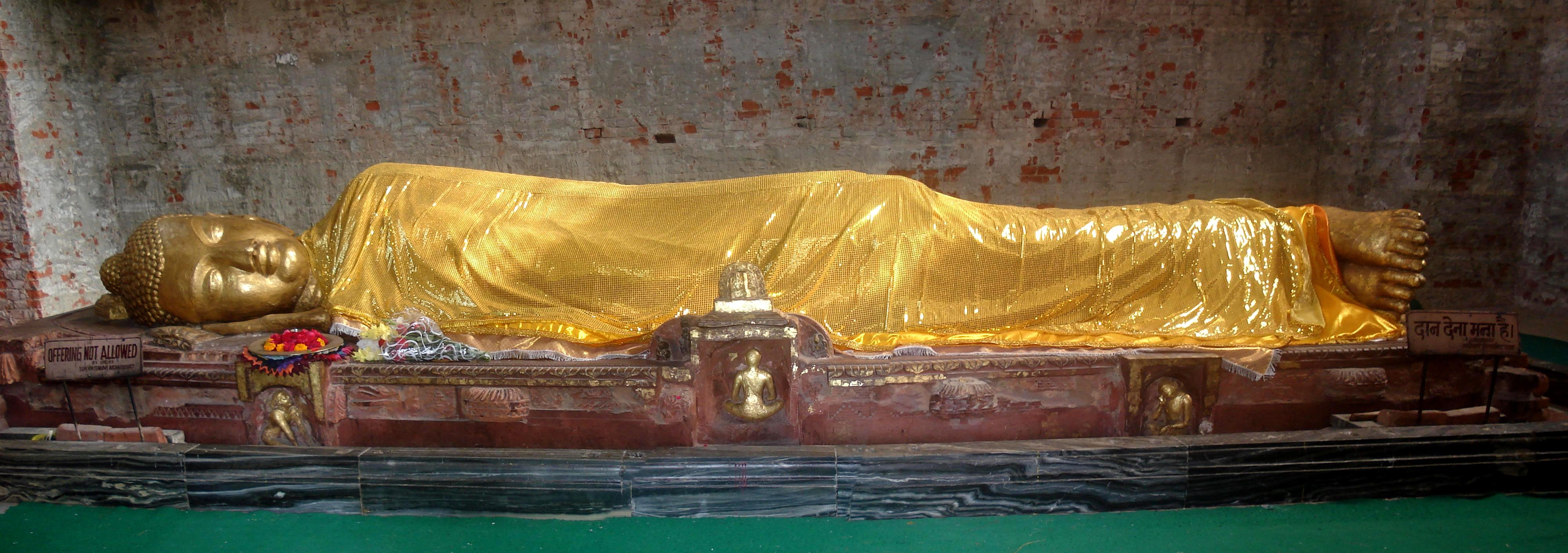
Antigua imagen de Buda excavada en el templo de Mahaparinirvana, Kushinagar

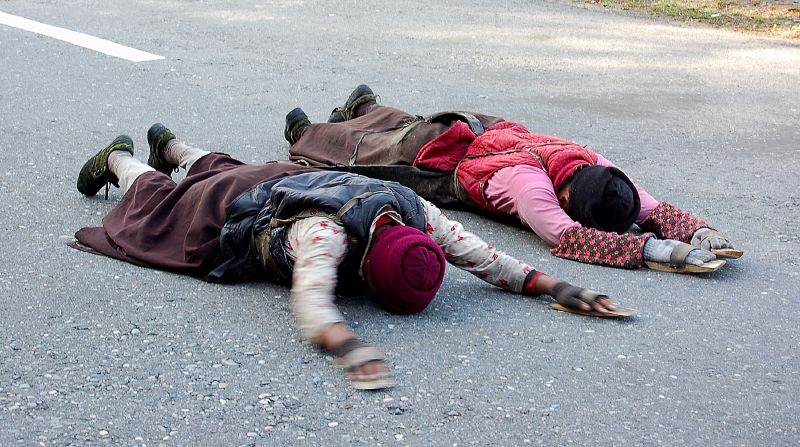
Tibetanos en peregrinación a Lhasa, realizando postraciones de cuerpo entero, a menudo durante todo el trayecto

Otros lugares de peregrinación en India y Nepal relacionados con la vida de Buda Gautama son Savatthi, Pataliputta, Nalanda, Gaya, Vesali, Sankasia, Kapilavastu, Kosambi y Rajagaha.
Otros lugares famosos de peregrinación budista son:
- India: Sanchi, las cuevas de Ellora, las cuevas de Ajanta
- Tailandia: Wat Phra Kaew, Wat Pho, Wat Doi Suthep, Phra Pathom Chedi, Sukhothai, Ayutthaya
- Tíbet: Lhasa (hogar tradicional del dalái lama), Monte Kailash, Lago Nam-tso
- Birmania: Pagoda de Shwedagon, Templo de Buda Mahamuni, Pagoda de Kyaiktiyo, Bagan, Colina de Sagaing, Cerro Mandalay,
- Camboya: Wat Botum, Wat Ounalom, Pagoda de Plata, Angkor Wat
- Sri Lanka: Templo del Diente
- Laos: Luang Prabang
- Malasia: Kek Lok Si, Maha Vihara budista de Brickfields
- Nepal: Templo Maya Devi, Boudhanath, Swayambhunath
- Indonesia: Borobudur, Templo de Mendut, Templo de Sewu
- China: Yung-kang, cuevas de Lung-men. Las cuatro montañas sagradas del budismo (四大佛教名山; Sì dà fójiào míngshān),
- Japón:
  - Camino de Shikoku, peregrinaje de 88 templos en la isla de Shikoku
  - Peregrinación del Jaón 100 Kannon, peregrinación compuesta por las peregrinaciones de Saigoku, Bandō y Chichibu
    - Peregrinación de Saigoku Kannon, peregrinación en la región de Kansai
    - Bandō Sanjūsankasho, peregrinación en la región de Kantō
    - Santuario de Chichibu 34 Kannon, peregrinación en la prefectura de Saitama

  - Peregrinación de Chūgoku 33 Kannon, peregrinación en la región de Chūgoku
- Kumano Kodō
- Monte Kōya

## Cristianismo
Las más antiguas descripciones de peregrinaciones cristianas y de peregrinaje a Tierra Santa se remontan al siglo IV, con importantes peregrinaciones de grupos, como el Gran peregrinaje alemán de 1064-1065, con 7000 hasta 12 000 peregrinos, de los que solamente regresarían unos 2000, según el cronista irlandés Marianus Scotus.
Los  destinos de peregrinación católica  más conocidos son:
- Palestina y Tierra Santa
- Ciudad del Vaticano
- Santiago de Compostela (Galicia, España)
- Basílica de Nuestra Señora de Guadalupe (México)[6]
- Caravaca de la Cruz (Región de Murcia, España)

Entre los lugares más importantes de peregrinación se encuentran:

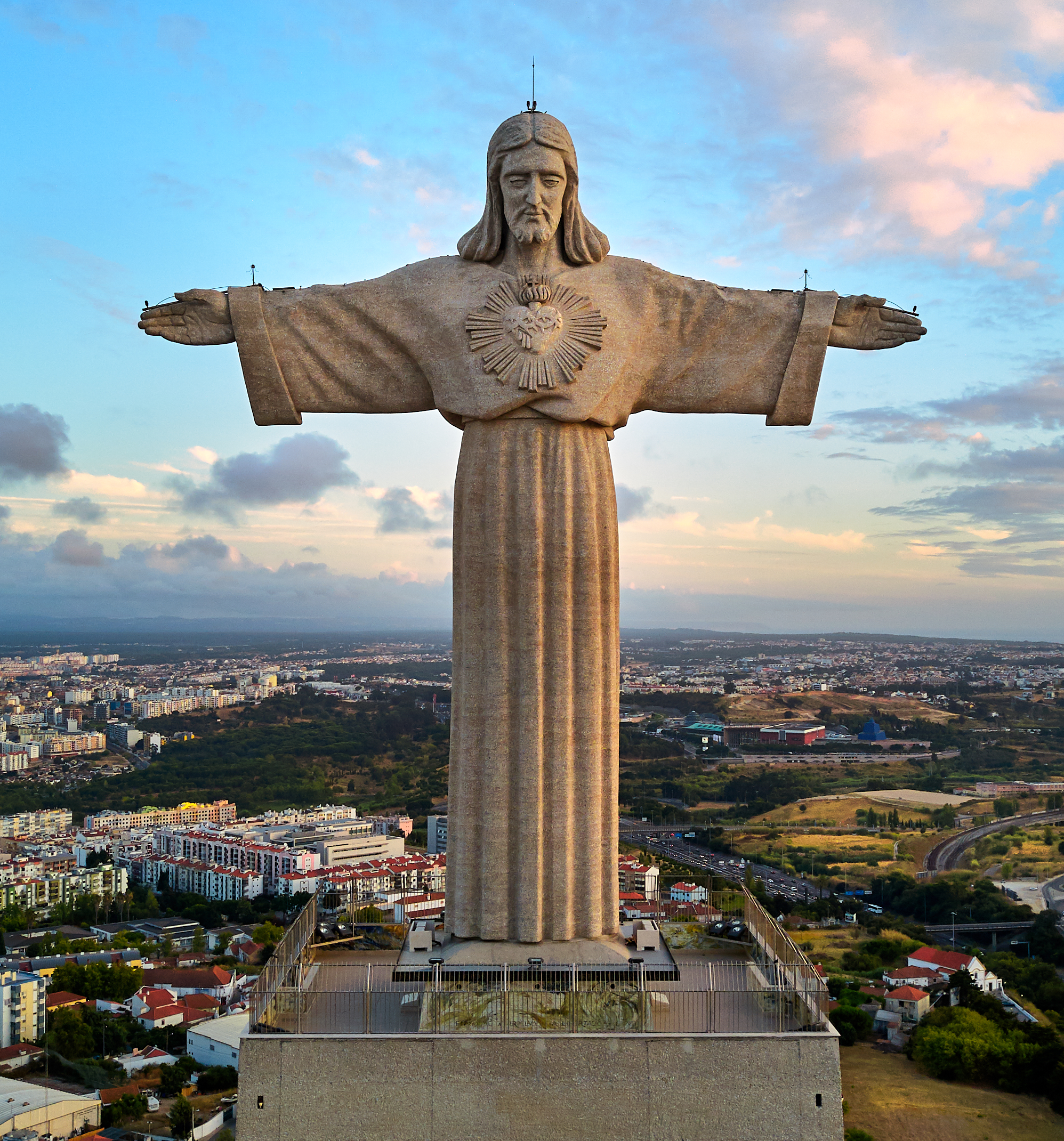
El Santuario de Cristo Rey.

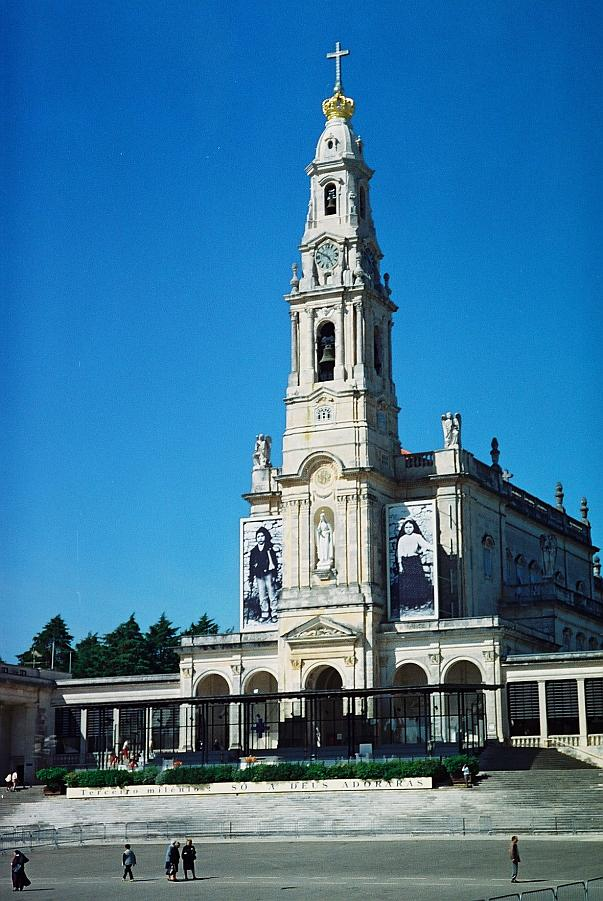
El Santuario de Nuestra Señora de Fátima, en Cova da Iria, Portugal

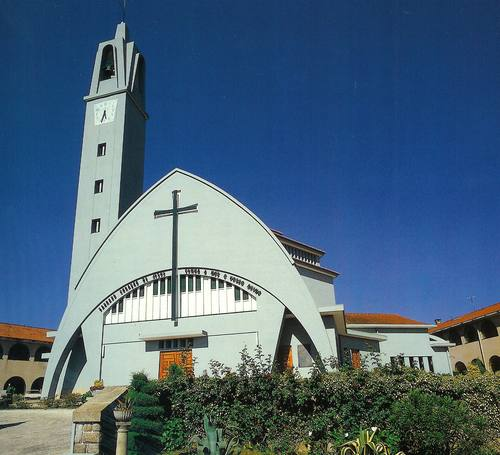
El Santuario del Sagrado Corazón de Jesús en Ermesinde, Portugal.

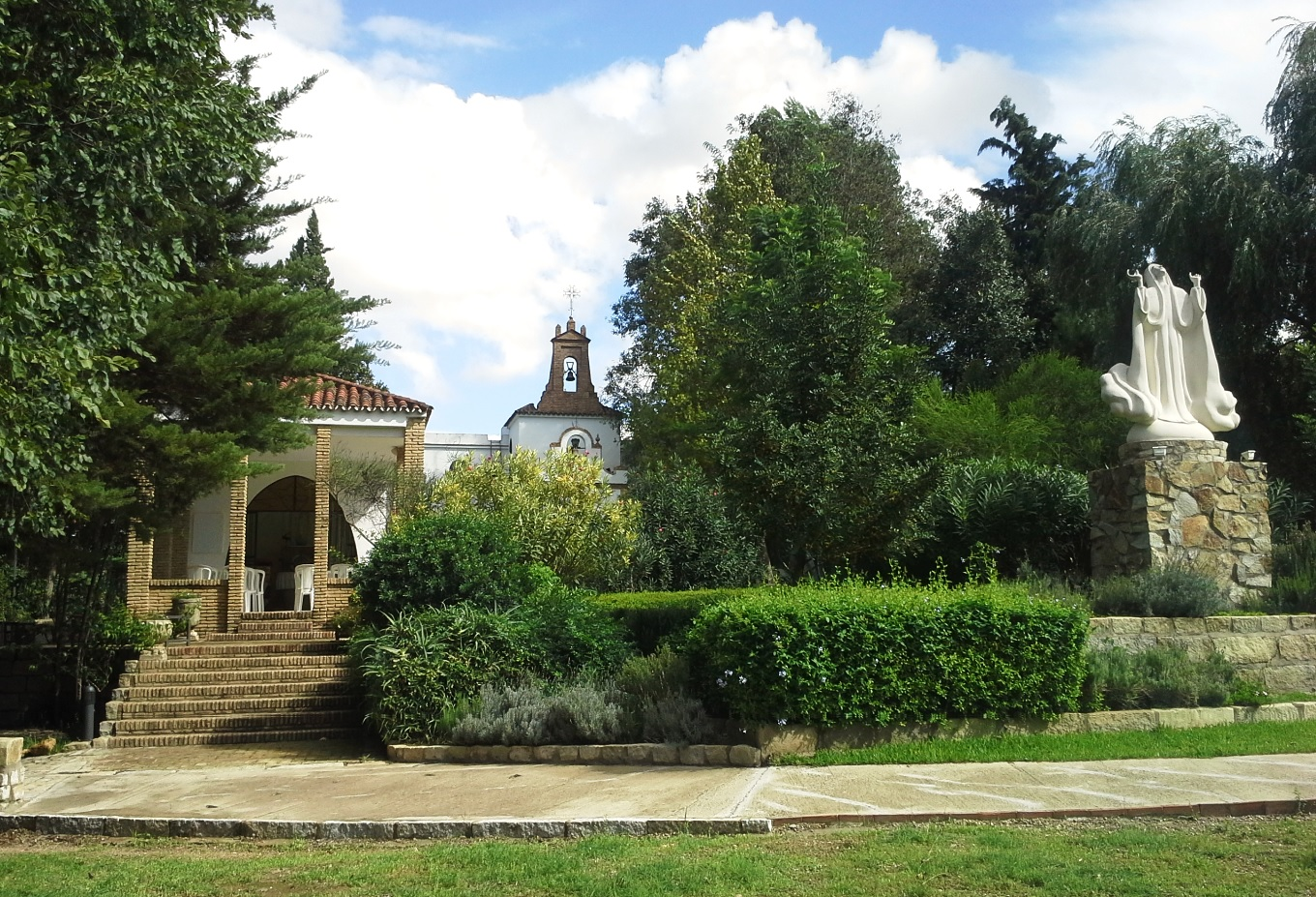
El Santuario de Nuestra Señora de las Gracias de Onuva en La Puebla del Río, España.

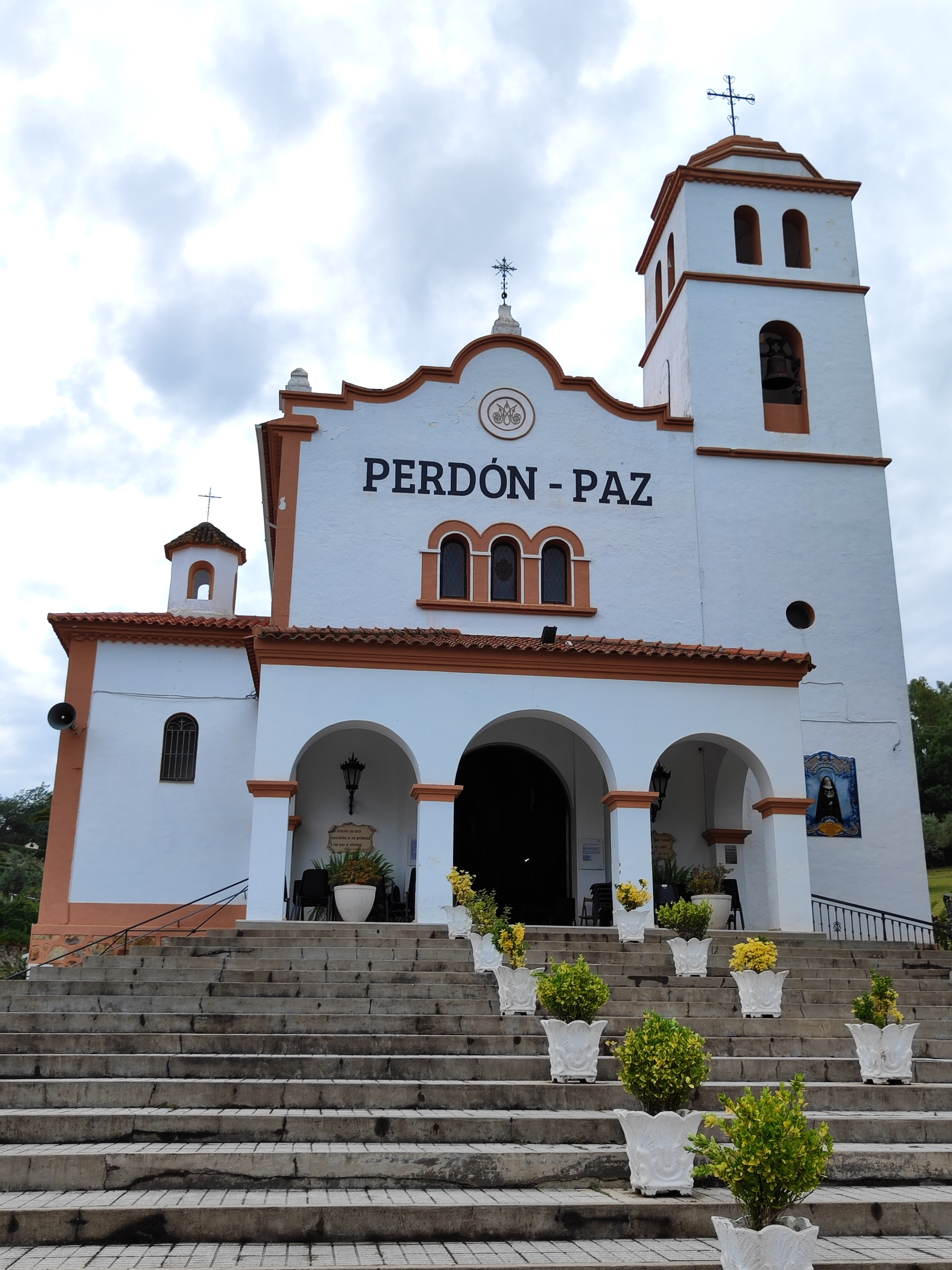
El Santuario de Nuestra Señora de los Dolores de Chandavila en La Codosera, España.

| - en Francia: - en España: - en Alemania: - en Italia: - en Polonia: | - en Portugal: - en Lituania: - en Inglaterra: - Catedral de Nidaros, Trondheim (Noruega) - Basílica de Nuestra Señora (Scherpenheuvel) (Bélgica) - Santuario de Medjugorje (Bosnia y Herzegovina) - En Suramérica: - Basílica de Nuestra Señora de Los Ángeles (Cartago, Costa Rica) - Catedral basílica de Esquipulas (Chiquimula, Guatemala). - Basílica de la Virgen de Caacupé (Paraguay) - Basílica de Nuestra Señora de Las Mercedes (Paita, Perú) - Santo Cristo de la Grita (Táchira, Venezuela) |

## Islam
Hajj

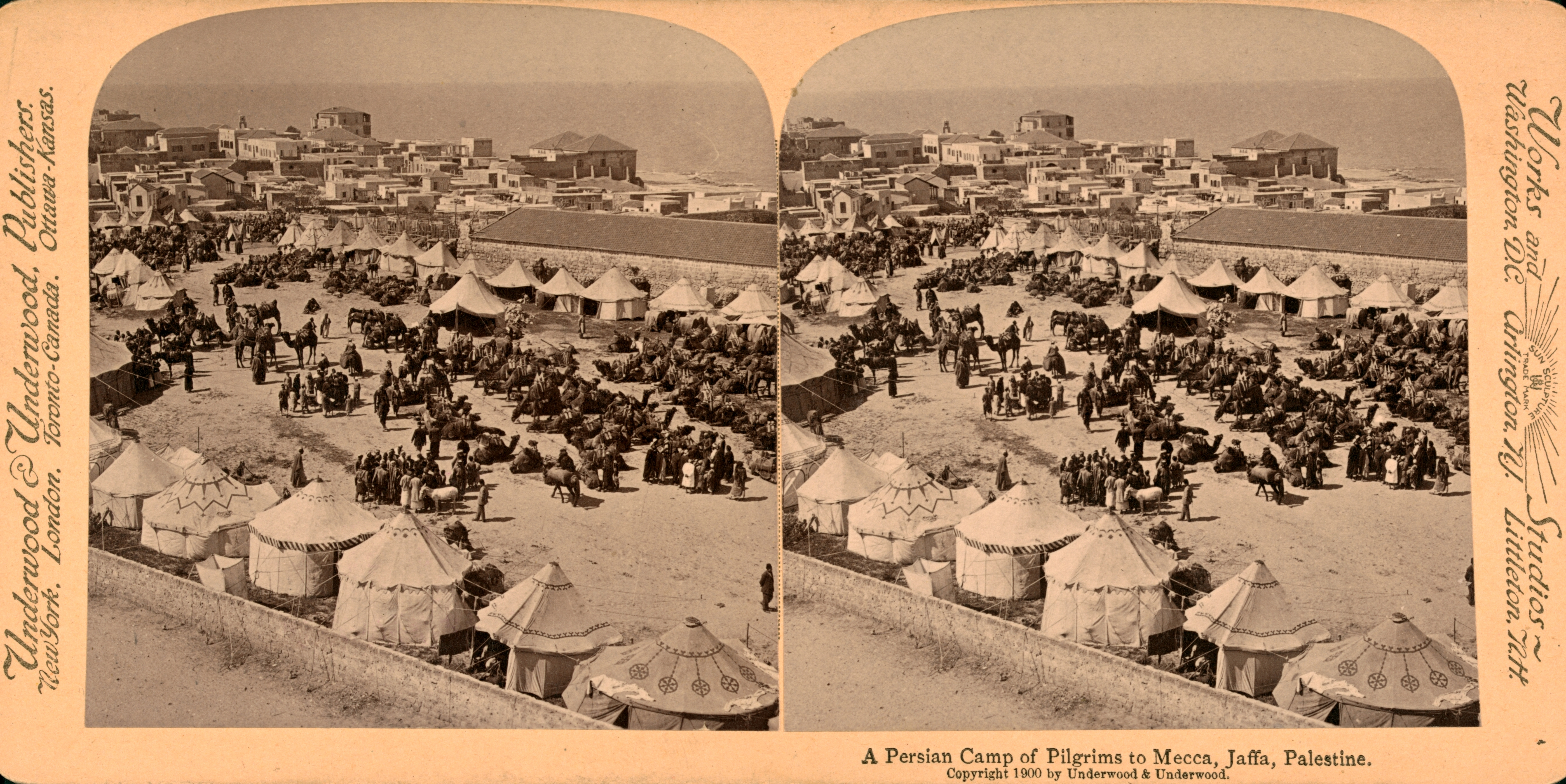
Campamento persa de peregrinos hacia La Meca (1900).

El peregrinaje a La Meca —el Hajj— es uno de los cinco pilares del Islam. Se debe realizar por lo menos una vez durante la vida de todos los musulmanes aptos.
Además de a La Meca, la mayoría de los chiitas emprenden un peregrinaje a la ciudad santa de Mashhad, al noreste de Irán.
El hajj es un viaje interior al Kab'ah del corazón y el alma.
Ziyarat
Las tradiciones de peregrinaciones locales -aquellas emprendidas como visitas ziyarat a tumbas próximas- se encuentran extendidas por todos los países musulmanes. En algunos de ellos, las tumbas de santos y héroes tienen fuertes tradiciones ziyarat, ya que visitar tumbas en momentos propicios es una demostración de identidad social y nacional.
Algunas tradiciones integristas suníes (Wahabismo y Salafismo) muestran actitudes negativas a la costumbre de visitar tumbas y a las imágenes. Esto ha supuesto destrucción de patrimonio islámico y no islámico.
- Destrucción del patrimonio cultural por Estado Islámico
- Destrucción de patrimonio islámico en Arabia Saudita
- Destrucción del patrimonio cultural de Tombuctú

## Hinduismo
Existen muchos lugares santos de gran importancia para los hinduistas. Se citan algunos de ellos, incluida la India
- El Chardham Yatra, la peregrinación a las fuentes del Ganges y a sus afluentes ha dado importancia a estos lugares:
  - Gangotri, el nacimiento del Ganges
  - Iamunotri, el nacimiento del Yamuna
  - Kedarnath
  - Badrinath
- Las ciudades de Kumbhamela que acogen, por turno, la concentración cada tres años (en un ciclo de doce años), donde los peregrinos reciben una gota de amrita cuando se produce el batido del mar de leche:
  - Nasik (Maharashtra)
  - Uyyain (Madhya Pradesh)
  - Prayagraj, llamada también Prayâga en este caso (Uttar Pradesh) (2001)
  - Jaridwar (Uttar Pradesh)

- Otras ciudades santas
  - Benarés
  - Rishikesh

Los hinduistas creen que acudir a estos lugares conduce a la moksha, la liberación del ciclo del renacimiento, el samsara.

## Sijismo
Los principales centros de peregrinación para los sijs son las ciudades del Punyab indio de:
- Amritsar, con su Templo Dorado.[8]

- Tarn Taran, con la gurdwara Sri Tarn Taran Sahib establecida por Gurú Arjan Dev Ji.[9]

## Bahaísmo
Bahá'u'lláh, en el sagrado libro Kitáb-i-Aqdas, recomendó la peregrinación (hajj) a dos lugares: la Casa de Baha’u’llah, en Bagdad (Irak) y la Casa del Báb en Shiraz (Irán). En estas dos etapas separadas, conocidas con el nombre de Suriy-i-Hajj, Bahá’u’lláh prescribió unos ritos específicos para cada una de ellas. La peregrinación es obligatoria para los hombres que están capacitados para realizarla, pero los creyentes tienen la libertad de elegir entre los dos lugares, cada uno está considerado como suficiente. La peregrinación no es obligatoria para las mujeres, pero tampoco les está prohibida. Actualmente estos dos lugares de peregrinación son inaccesibles para los bahá’is.
Más tarde, Abdu'l-Baha designó la tumba de Bahá’u’llah en Bahji la Alquibla como un lugar de peregrinación (ziyarat) adicional. Ningún rito específico se ha recomendado para este lugar.

## América precolombina
El concepto de la peregrinación ya se conocía, también, en la América Central precolombina. Los lugares más importantes de peregrinación son:
Teotihuacán (visitado incluso siglos después de que sus edificios fueran ya una ruina), elegido por ser el lugar en el que estaban todos los dioses juntos para proteger la creación de la humanidad.
Chichén Itzá, especialmente el Cenote sagrado, un pozo natural consagrado al dios maya Chaac (dios de la lluvia) y lugar de sacrificios.
Izamal consagrado al dios creador Itzamná.
Cozumel, consagrado a Ixchel, diosa de la luna y de la gestación.

## Distinción entre peregrinación y turismo
El sacerdote católico Frank Fahey escribe que un peregrino "siempre corre el peligro de convertirse en turista", y viceversa, ya que, en su opinión, los viajes siempre trastornan el orden fijo de la vida en el hogar, e identifica ocho diferencias entre ambos:
| Elemento        | Peregrinación                                                              | Turismo                                                         |
| --------------- | -------------------------------------------------------------------------- | --------------------------------------------------------------- |
| Fe              | siempre contiene "expectación de fe"                                       | no es necesaria                                                 |
| Penitencia      | búsqueda de plenitud                                                       | no requerida                                                    |
| Comunidad       | a menudo solitaria, pero debe estar abierta a todos                        | a menudo con amigos y familiares, o un grupo de interés elegido |
| Espacio sagrado | silencio para crear un espacio sagrado interior                            | no presente                                                     |
| Ritual          | exterioriza el cambio interior                                             | no presente                                                     |
| Ofrenda votiva  | dejar atrás una parte de uno mismo, dejarse ir, en busca de una vida mejor | no presente; el viaje es la buena vida                          |
| Celebración     | "victoria sobre uno mismo", celebrar para recordar                         | beber para olvidar                                              |
| Perseverancia   | compromiso; "la peregrinación nunca termina"                               | las vacaciones terminan pronto                                  |